# 5 Unearthly Visions
5 Unearthly Visions là một tuyển tập truyện ngắn khoa học viễn tưởng được biên tập nội dung bởi Groff Conklin. Cuốn sách được xuất bản lần đầu tiên dưới dạng bìa mềm bởi Fawcett Gold Medal vào năm 1965 và tái bản vào tháng 12 năm 1967. Cuốn sách cũng đã được phát hành bằng tiếng Đức.
Cuốn sách thu thập năm bản đồ và tiểu thuyết của các tác giả khoa học viễn tưởng khác nhau. Những câu chuyện trước đây đã được xuất bản từ năm 1952 đến năm 1957 trên nhiều tạp chí khoa học viễn tưởng và các tạp chí khác.

## Nội dung
- "Legwork" (Eric Frank Russell)
- "Conditionally Human" (Walter M. Miller, Jr.)
- "Stamped Caution" (Raymond Z. Gallun)
- "Dio" (Damon Knight)
- "Shadow World" (Clifford D. Simak)